# چاه‌جمع‌کرد
چاه جمع کرد روستایی در دهستان دوکوهه بخش سه قلعه شهرستان سرایان استان خراسان جنوبی ایران است. بر پایه سرشماری عمومی نفوس و مسکن در سال ۱۳۸۵ جمعیت این روستا ۳۹ نفر (در ۱۰ خانوار) بوده است.